# Palazzo Poli

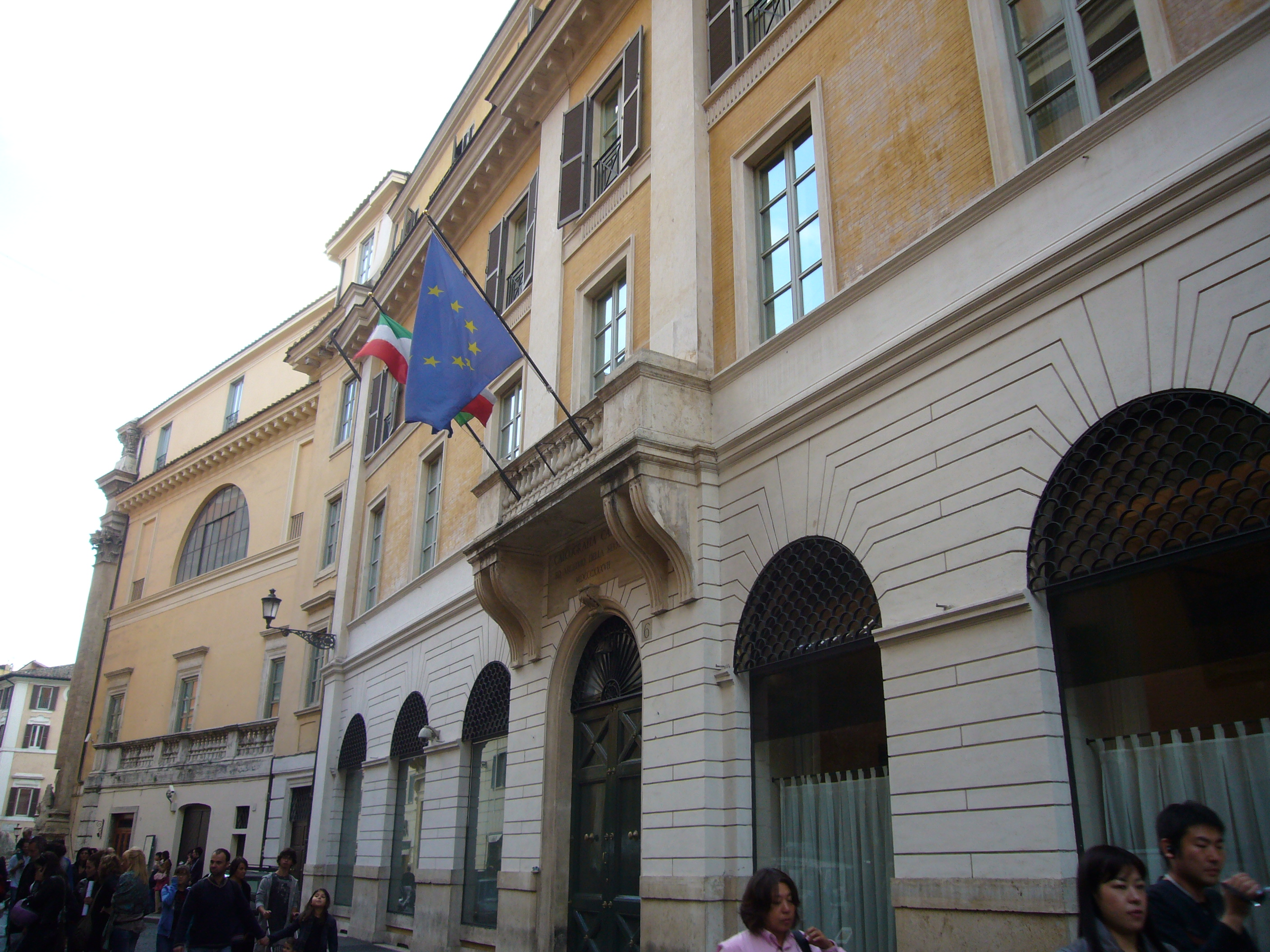
Palazzo Poli, Fassade zur Via della Stamperia

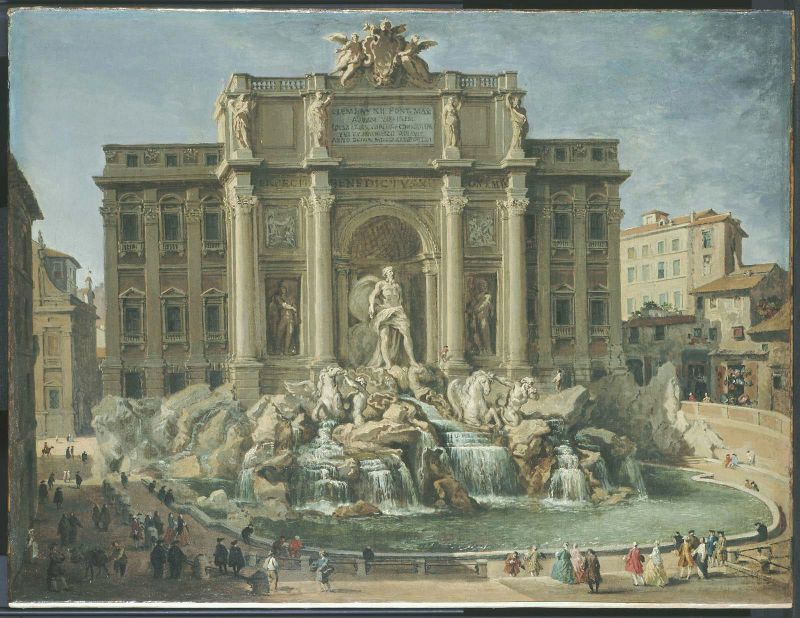
Der Trevi-Brunnen, Stich von Giovanni Paolo Pannini, 18. Jhdt.

Der Palazzo Poli, auch Palazzo Conti, ist ein Palast in Rom im Rione Trevi.
Der Palast wurde ab 1566 von Martino Longhi für die Familie Ceri erbaut. 1678 erwarb ihn Lucrezia Colonna. Durch deren Heirat mit Giuseppe Lotario Conti Graf von Poli kam er in den Besitz der Grafen von Poli. Ab 1732 wurde die komplette Südfassade mit dem Trevi-Brunnen durch Nicola Salvi zugebaut. Dafür wurde der mittlere Teil des Palastes abgerissen.
In diesem Palast gab die russische Prinzessin Sinaida Wolkonskaja in den 1830er-Jahren ihre verschwenderischen Feste. Dort wohnte 1845/46 auch die deutsche Archäologin und Numismatikerin Sibylle Mertens-Schaaffhausen zur Miete, die dieses Haus zu einem glanzvollen Mittelpunkt des römischen Gesellschaftslebens machte. Die Gäste ihres literarisch-gesellschaftlichen Salons waren u. a. Ottilie von Goethe, die Malerin Elisabeth Jerichau-Baumann, der Archäologe Eduard Gerhard, die Astronomin und Mathematikerin Mary Somerville und die Schriftstellerin Fanny Lewald.
Im Palast befindet sich gegenwärtig eine weltweit wichtige Sammlung von Kupferstichen der letzten Jahrhunderte. Das Istituto Nazionale per la Grafica hat seinen Sitz im Palast.